# Талчий Врх
Талчий Врх (словен. Talčji Vrh) — поселення в общині Чрномель, Південно-Східна Словенія, Словенія. Висота над рівнем моря: 177,3 м.